# Schönheitengalerie
Schönheitengalerie (Skönhetsgalleriet) är en samling 36 tavlor målade mellan 1827 och 1850, som förvaras i en paviljong i Nymphenburg i München i Bayern i Tyskland. Samlingen bildades av kung Ludvig I av Bayern, och de flesta tavlorna är målade av Joseph Karl Stieler, dock inte alla. Tavlorna föreställer 36 kvinnor, nästan alla ur adeln eller det förmögna borgerskapet, som under sin samtid var berömda för sin skönhet, därav namnet.